# Aston Martin Vanquish
De Aston Martin Vanquish is een Gran Turismo van Aston Martin. Hij werd in 2001 gelanceerd en was de opvolger van de Virage. De eerste versie, de V12 Vanquish, werd in 2001 onthuld op de Autosalon van Genève en was ontworpen door Ian Callum.
De V12 Vanquish was de officiële auto van James Bond in de film Die Another Day. In 2005 ging de V12 Vanquish uit productie en werd vervangen door de Vanquish S, die in 2004 in productie kwam. De Vanquish S was meer aerodynamischer en was krachtiger. De Vanquish S werd in 2007 opgevolgd door de DBS. In 2012 heeft Aston Martin bekendgemaakt dat de Vanquish de DBS gaat opvolgen.

## V12 Vanquish (2001-2005)
De Aston Martin V12 Vanquish werd onthuld op de Autosalon van Genève in 2001 en kwam in 2001 in productie. Hij was ontworpen door Ian Callum en had een grote gelijkenis met de DB7. De auto leek veel op de Project Vantage Concept. Hij is gemaakt van aluminium en heeft een 5,9 liter V12 motor.

## Vanquish S (2004-2007)
De Aston Martin Vanquish S werd onthuld op de Mondial de l'Automobile in 2004. De auto had meer vermogen en had een hogere topsnelheid dan zijn voorganger. De Vanquish S was wel zwaarder dan zijn voorganger en had meer tijd nodig om van stilstand tot honderd te komen. Het uiterlijk van de auto was ook veranderd met onder andere nieuwe velgen en een andere voorkant.

## Vanquish (2012-2018)
Aston Martin onthulde op de Villa D'Este het Project AM310 Concept. Het concept was een voorproefje van de nieuwe DBS. Aston Martin bracht de auto uiteindelijk in productie als de Vanquish. De Vanquish heeft een vernieuwd exterieur ten opzichte van de DBS. De auto was geïnspireerd op de One-77. Dit is terug te zien in het interieur omdat stijlen van de Aston Martin One-77 ook toegepast zijn in de nieuwe Vanquish. Dit resulteert in een lager gewicht, mede omdat veel meer koolstofvezel wordt toegepast in de auto.

### Vanquish Volante
Halverwege 2013 zijn plannen voor de Vanquish Volante bekend geworden. De auto is een cabriolet en beschikt over een automatisch inklapbaar stoffen dak. Het inklappen van het dak duurt veertien seconden. De Vanquish Volante beschikt over een zesliter V12 motor, die 573 pk en 620 Nm levert. De auto heeft een topsnelheid van 295 km/u en trekt op van 0 tot 100 in 4,1 seconden. De Vanquish Volante werd aan het einde van 2013 gepresenteerd. De prijs van de auto wordt geschat rond de 350.000 euro.

### 2015 Vanquish
In augustus 2014 maakte Aston Martin bekend dat er een vernieuwde versie zou komen van de Vanquish. Er waren geen uiterlijke verschillen, los van nieuwe velgen en exterieur en interieur kleuren. Het verschil zat hem in de vernieuwde Touchtronic III motor. Het vermogen was verhoogd met 3 pk naar 576, het koppel steeg naar 630 Nm, de topsnelheid werd verhoogd naar 324 km/u en de acceleratie van 0-100 was nu in 3,6 seconden.